# Monte Zermula
Monte Zermula – szczyt w Alpach Karnickich. Leży w północnych Włoszech, w prowincji Udine. Południowe zbocza opadają do Canale d'Incarojo niedaleko miejscowości Paularo. Północna część opada do Cjadin dai Clapons. Po tej właśnie stronie wytyczono drogi na szczyt, z Via Ferrata Monte Zermula na czele. Po zachodniej i wschodniej stronie znajdują się bardzo łatwe drogi, odpowiednie nawet dla dzieci.